# پل کوهن (ریاضیدان)
 پل کوهن (انگلیسی: Paul Cohen؛ زاده ۲ آوریل ۱۹۳۴ درگذشته ۲۳ مارس ۲۰۰۷) ریاضی‌دان اهل ایالات متحده آمریکا و استاد دانشگاه استنفورد بود.

## تحصیلات
کوهن در ۱۹۵۸ از دانشگاه شیکاگو دکتری ریاضیات گرفت.

## آثار ریاضی
آثار اولیه‌اش در آنالیز ریاضی بود. در ۱۹۶۳ کوهن نشان داد که فرضیهٔ پیوستار و اصل موضوع انتخاب را نمی‌توان با استفاده از اصول متعارفِ نظریهٔ مجموعه‌ها (مشخصاً اصول موضوع تسرملو-فرنکل) رد کرد. کورت گودل در ۱۹۳۸ اثبات کرده بود که اصل موضوع انتخاب و فرضیهٔ پیوستار را نمی‌توان بر پایه‌ٔ این اصول رد کرد؛ به این ترتیب، کارهای گودل و کوهن نشان داد که فرضیهٔ پیوستار و اصل موضوع انتخاب مستقل از اصول متعارف نظریهٔ مجموعه‌ها هستند.

## جوایز
کوهن یکی از دریافت‌کنندگان مدال فیلدز در ۱۹۶۶ بود، و تاکنون (۲۰۱۶) تنها منطق‌دانِ برندهٔ این نشان است.